# Parallelia lilacea
Parallelia lilacea är en fjärilsart som beskrevs av George Thomas Bethune-Baker 1906. Parallelia lilacea ingår i släktet Parallelia och familjen nattflyn. Inga underarter finns listade i Catalogue of Life.